# Falj
Falj (persiska: فلج, فَلَج, پَلح, پَل, پَلك) är en ort i Iran.   Den ligger i provinsen Zanjan, i den nordvästra delen av landet, 220 km väster om huvudstaden Teheran. Falj ligger 1 884 meter över havet och antalet invånare är 722.
Terrängen runt Falj är kuperad åt sydväst, men åt nordost är den platt. Terrängen runt Falj sluttar brant österut.Runt Falj är det ganska tätbefolkat, med 80 invånare per kvadratkilometer. Närmaste större samhälle är Alvand, 17,9 km nordost om Falj. Trakten runt Falj består i huvudsak av gräsmarker.